# Orlando Morais
Orlando de Morais Filho (Goiânia, 22 de janeiro de 1962) é um cantor e compositor brasileiro.

## Carreira
Seu talento musical foi manifestado aos quatro anos de idade quando começou a tocar piano "de ouvido" para a alegria dos pais, Orlando de Morais (um fazendeiro de tradicional família goiana) e Odícia Conceição de Fátima de Morais (artista plástica).
Junto com os seis irmãos, João, Waléria Rosana, Rose Wanessa, Rosângela Salomé, Roselle Serrana e José Alexandre, formaram uma família unida, apoiada na matriarca, mulher que os criou, carinhosamete chamada de "Mãecema" - Iracema Monteiro de Aguiar - , uma mulher que durante toda a vida, pregou o amor como o bem maior da humanidade, a força contra todos os males.
Adolescente, Orlando logo percebeu que queria e podia ganhar o mundo. E foi para a cidade do Rio de Janeiro.

## Vida pessoal

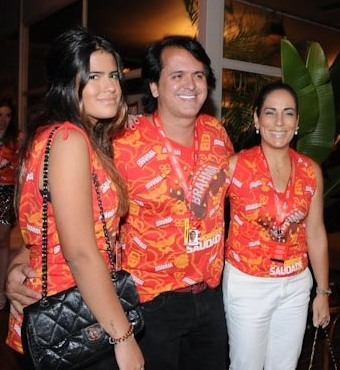
Orlando ao lado da filha, Antônia Morais, e da esposa, Glória Pires.

É casado com a atriz Glória Pires, desde 1987, com quem tem três filhos: Antônia Morais (1992), Ana (2000) e Bento (2004). É padrasto de Cléo Pires.

## Discografia

### Álbum de estúdio
- Orlando Morais (1990)
- A Rota do Indivíduo (1991)
- Ímpar (1993)
- Abismo Zen (1995)
- Agora (1997)
- Sete Vidas (1998)
- Na Paz (2001)
- Tudo Certo (2003)
- Tempo Bom (2005)

### DVD ao vivo
- Sete Vidas (2011)